# Basilique San Clemente in Santa Maria dei Servi
La Basilique San Clemente in Santa Maria dei Servi (en italien : Basilica di San Clemente in Santa Maria dei Servi) est l'une des basiliques de Sienne, en Toscane, située sur la colline de Valdimontone.

## Histoire
Commencée au XIIIe siècle par l'Ordre des Servites de Marie, installés au Santuario di Montesenario en 1234, la basilique est consacrée en 1533, mais reste avec une façade incomplète, simple, en brique, avec un portail et deux rosaces.
Le campanile de style roman, avec quatre niveaux d'ouvertures, a été reconstruit en 1926.

## Intérieur
L'intérieur est en plan à croix latine, avec deux ailes Renaissance et comporte des colonnes à chapiteaux.
Le transept et le chœur sont de style gothique
Le style du Quattrocento tardif a été remanié à l'époque baroque et aux XIXe et XXe siècles sur les projets de Giuseppe Partini puis d'Agenore Socini.

## Œuvres
- La Madonna del Bordone, unique œuvre signée de Coppo di Marcovaldo
- La Natività di Maria de Rutilio Manetti (1625)
- La Strage degli Innocenti de Matteo di Giovanni (1491)
- La grande Croce dipinta attribuée à Niccolò di Segna
- L'Incoronazione della Vergine e Santi de Bernardino Fungai, du maître-autel
- Fresques des Storie dei Santi Giovanni Battista e Evangelista de Niccolò di Segna
- La Madonna della Misericordia de Giovanni di Paolo (1431)
- L'Annunciazione de Francesco Vanni

Les restructurations des XIXe et XXe siècles ont fait intervenir de nombreux artistes pour redécorer les chapelles, en particulier celle de l'abside avec Alessandro Franchi, Ulisse de Matteis et Giovanni Brunacci.

## Source de la traduction
- (it) Cet article est partiellement ou en totalité issu de l’article de Wikipédia en italien intitulé « Basilica di San Clemente in Santa Maria dei Servi » (voir la liste des auteurs).